# Ammannia
Ammannia là một chi thực vật có hoa trong họ Lythraceae.
Bài báo năm 2013 của Graham S. A. & Gandhi K. cho thấy việc gộp cả Nesaea và Hionanthera vào Ammannia là phù hợp.

## Các loài
Chi này gồm 24 loài:
- Ammannia aegyptiaca Willd.
- Ammannia alternifolia H.Perrier
- Ammannia auriculata Willd.: Mùi chó tai
- Ammannia baccifera L.: Mùi chó quả mọng
- Ammannia coccinea Rottb.
  - Ammannia coccinea subsp. pubiflora Koehne
- Ammannia desertorum Blatt. & Hallb.
- Ammannia elata A.Fern.
- Ammannia gracilis Guill. & Perr.
- Ammannia latifolia L.
- Ammannia linearipetala A.Fern. & Diniz
- Ammannia microcarpa DC.
- Ammannia multiflora Roxb.
- Ammannia myriophylloides Dunn
- Ammannia nagpurensis T.Mathew & M.P.Nayar
- Ammannia octandra L.f.
- Ammannia prieuriana Guill. & Perr.
- Ammannia quadriciliata H.Perrier
- Ammannia robusta Heer & Regel
- Ammannia schaeferi Koehne ex Engl.
- Ammannia senegalensis Lam.
- Ammannia uniflora Meijden
- Ammannia urceolata Hiern
- Ammannia verticillata (Ard.) Lam.
- Ammannia wormskioldii Fisch. & C.A.Mey.

## Hình ảnh

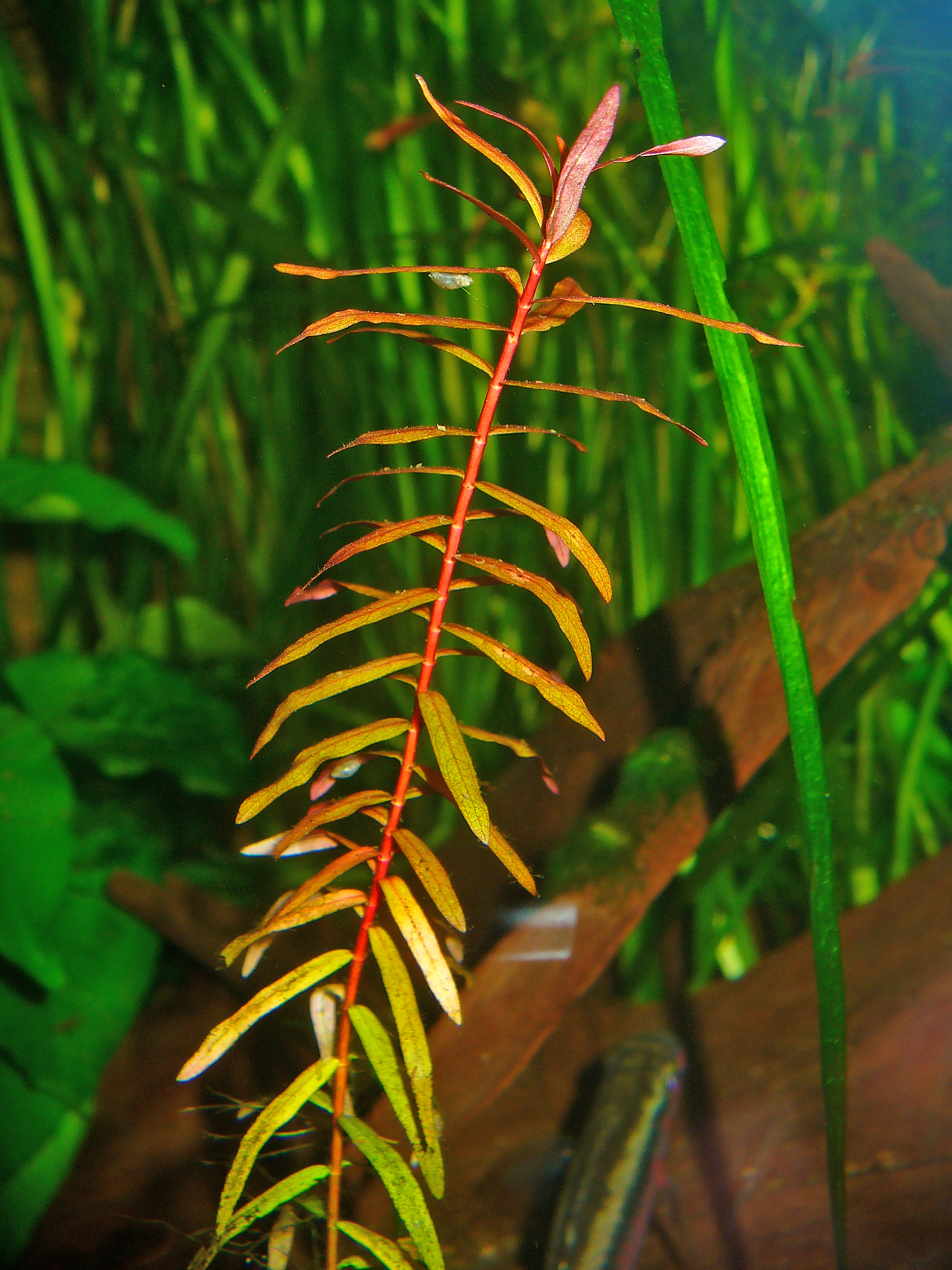
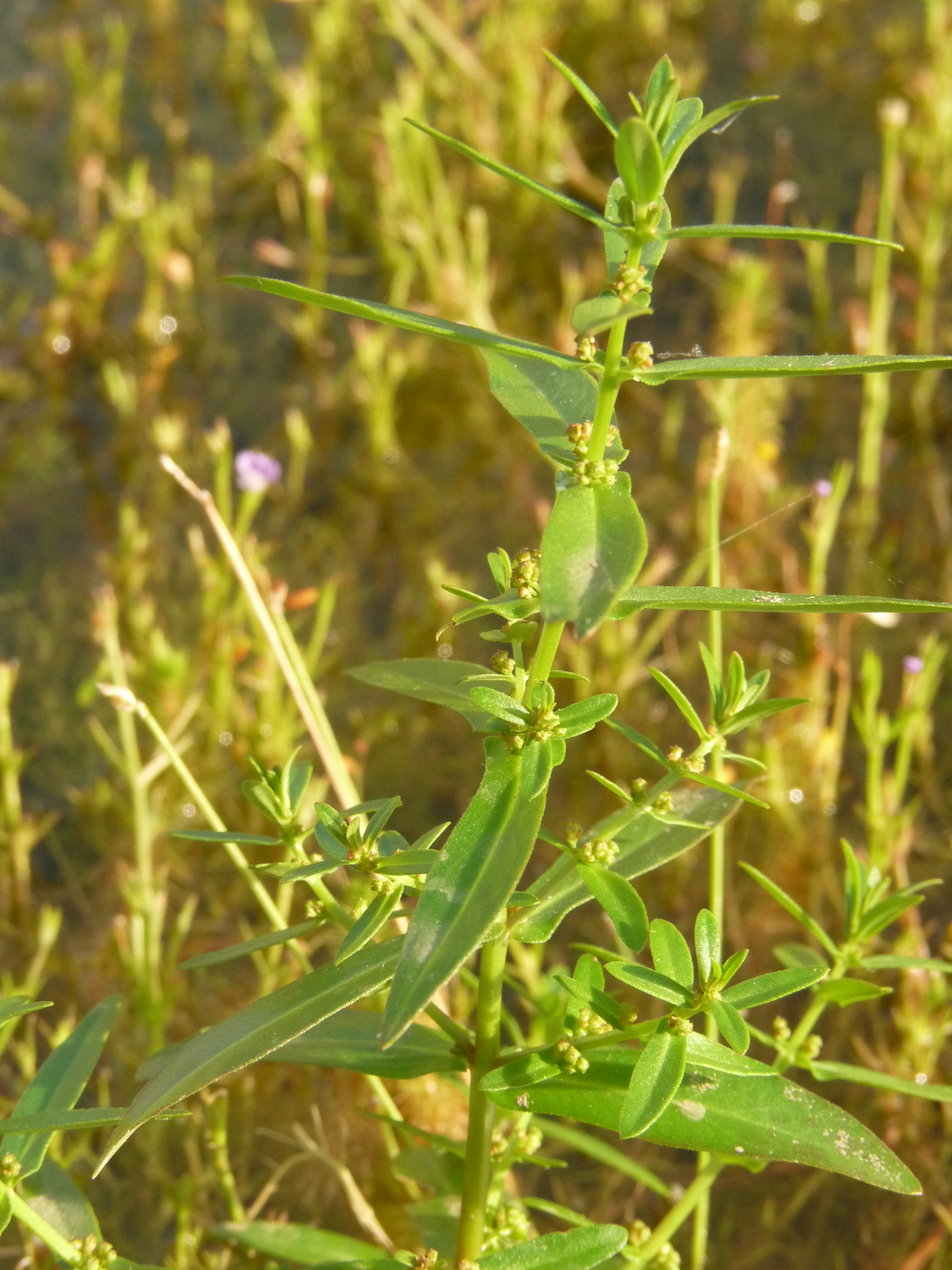